# Místní akční skupina Aktivios
Místní akční skupina Aktivios je občanské sdružení v okresu Plzeň-jih, okresu Plzeň-město a okresu Rokycany, jeho sídlem je Přeštice a jeho cílem je zmírnit stále se zvyšující rozdíly v životní úrovni mezi venkovem a městy, zamezit devastaci venkova a jeho přírodních krás, zachovat kulturní dědictví venkova, zamezit odliv venkovských lidí do měst, přímo podporovat venkov z rozpočtů EU bez výrazných finančních ztrát "cestou" na místo určení a aktivizovat venkov metodou "zdola nahoru" ("bottom up"). Sdružuje celkem 68 obcí a bylo založeno v roce 2005.

## Obce sdružené v mikroregionu
- Bolkov
- Buková
- Chlumčany
- Dolce
- Dolní Lukavice
- Horní Lukavice
- Horšice
- Kbel
- Lužany
- Merklín
- Oplot
- Otěšice
- Přeštice
- Příchovice
- Ptenín
- Radkovice
- Roupov
- Řenče
- Skašov
- Soběkury
- Týniště
- Vlčí
- Blovice
- Chlum
- Chocenice
- Drahkov
- Jarov
- Letiny
- Seč
- Střížovice
- Únětice
- Vlčtejn
- Zdemyslice
- Žákava
- Ždírec
- Nezdice
- Čižice
- Netunice
- Vísky
- Borovy
- Dobřív
- Hrádek
- Chválenice
- Kakejcov
- Kornatice
- Letkov
- Lhůta
- Losiná
- Mešno
- Mirošov
- Mokrouše
- Nebílovy
- Nevid
- Nezbavětice
- Nezvěstice
- Předenice
- Příkosice
- Raková
- Skořice
- Starý Plzenec
- Šťáhlavy
- Štěnovice
- Štěnovický Borek
- Štítov
- Trokavec
- Tymákov
- Útušice
- Veselá